# Slim Whitman

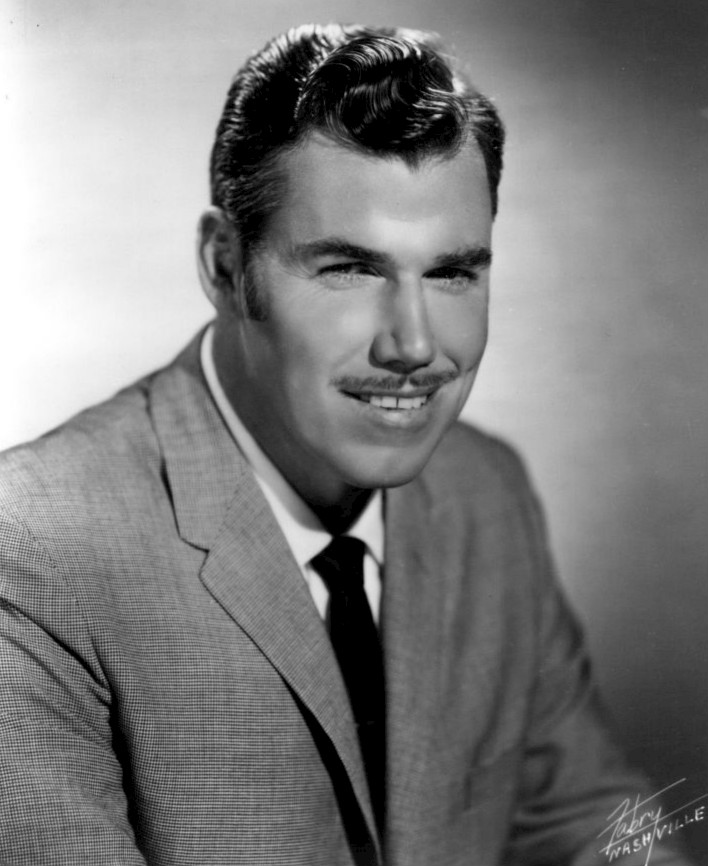
Slim Whitman, 1968

Slim Whitman (* 20. Januar 1923 in Tampa, Florida als Ottis Dewey Whitman, Jr.; † 19. Juni 2013 in Orange Park, Florida) war ein US-amerikanischer Country-Sänger, der vor allem in den 1950er- und 1960er-Jahren mit romantischen Balladen erfolgreich war.

## Werdegang
Geboren als der erste Sohn und zweites Kind von Dora und Ottis Dewey Whitman sr. war er einer der erfolgreichsten, einflussreichsten, jedoch auch unbekanntesten Sänger in der Geschichte der Country-Musik. Whitman war ein exzellenter Jodler. Jodeln erlernte er von alten Jimmie-Rodgers-Platten. Sein Hauptinteresse aber galt nicht der Musik, sondern dem Sport. Als talentierter Baseball-Spieler liebäugelte er mit einer Profi-Karriere. Bei einem Arbeitsunfall in einer Fleischverpackungsfabrik verlor er jedoch den Mittelfinger seiner linken Hand. In dieser Zeit, um 1938, lernte er auch seine spätere Ehefrau Geraldine (Jerry) Crist kennen, die er 1941 heiratete. Das Handicap an seiner Hand hielt ihn nicht davon ab, während seines Dienstes bei der US-Navy Gitarre spielen zu lernen.
Nach Ende seiner Militärzeit fand er in einer Werft Anstellung und hatte gleichzeitig erste öffentliche Auftritte als Sänger. Entdeckt wurde er 1948 von Colonel Tom Parker, dem späteren Manager von Elvis Presley. Parker vermittelte einen Schallplattenvertrag mit dem RCA-Label, wo er 1949 als Slim Whitman mit dem Cowboy-Jodel-Lied I’m Casting My Lasso Towards the Sky auf sich aufmerksam machen konnte, jedoch noch sehr erfolglose Singles einspielte.

## Karriere
Einem größeren Publikum wurde Slim Whitman durch regelmäßige Auftritte in der Louisiana-Hayride-Show bekannt. Da sich seine Schallplatten aber weiterhin schlecht verkauften, verlor er 1950 seinen RCA-Vertrag. Er wechselte zu dem unabhängigen Label Imperial Records, wo ihm wenig später mit Love Song of the Waterfall sein erster Top-10-Hit gelang. Den endgültigen Durchbruch schaffte er 1952 mit Indian Love Call. Der in hoher Tonlage vorgetragene und mit Jodeleinlagen angereicherte Song platzierte sich sowohl in der Country- als auch in der Pophitparade. 
Auch die nächsten Platten waren erfolgreich. Die Popularität seiner Balladen war zum guten Teil seiner Nähe zur Pop-Musik zu verdanken. Durch seinen Hit von 1955, Rose-Marie, der sich in England elf Wochen lang an der Spitze der Top-10 halten konnte und einen Rekord aufstellte, wurde er auch in Europa bekannt. Dieser Rekord wurde erst Jahrzehnte später von Bryan Adams mit (Everything I Do) I Do It for You gebrochen. 1956 trat Whitman als erster Country-&-Western-Sänger im London Palladium auf. In den 1960er- und 1970er-Jahren war er in England erfolgreicher als in seiner amerikanischen Heimat und wurde mehrfach zum besten ausländischen Star gewählt. Im Laufe seiner vier Jahrzehnte umfassenden Karriere verkaufte der Musiker mehr als 100 Millionen Alben und besitzt seit 1960 einen Stern auf dem berühmten Hollywood Walk of Fame.

## Leben
Whitman lebte mit seiner Familie seit 1955 auf seinem Grundstück „Woodpecker Paradise“ in der Nähe von Middleburg (Florida). Der Sänger verstarb 2013 an Herzversagen im dortigen Krankenhaus.

## Trivia
1996 wurden die Titel I’m Casting My Lasso Towards The Sky und Indian Love Call in dem Film Mars Attacks! verwendet. Indian Love Call kam die Ehre zuteil, die außerirdische Invasion abzuwehren. Durch die hohe Stimmlage und die schrillen Jodeleinlagen explodierten die Köpfe der Marsianer. Weitere Titel Whitmans fanden in Unheimliche Begegnung der dritten Art (Lovesong Of The Waterfall) und Haus der 1000 Leichen (I Remember You).

## Diskografie

### Alben
| Jahr | Titel                                                | Höchstplatzierung, Gesamtwochen, AuszeichnungChartplatzierungen (Jahr, Titel, Platzierungen, Wochen, Auszeichnungen, Anmerkungen) | Höchstplatzierung, Gesamtwochen, AuszeichnungChartplatzierungen (Jahr, Titel, Platzierungen, Wochen, Auszeichnungen, Anmerkungen) | Höchstplatzierung, Gesamtwochen, AuszeichnungChartplatzierungen (Jahr, Titel, Platzierungen, Wochen, Auszeichnungen, Anmerkungen) | Anmerkungen                |
| Jahr | Titel                                                | UK | US | Country | Anmerkungen                |
| ---- | ---------------------------------------------------- | --- | --- | --- | -------------------------- |
| 1965 | Love Song Of The Waterfall                           | — | — | Country20 (2 Wo.)Country | Erstveröffentlichung: 1965 |
| 1966 | More Than Yesterday (More Country Songs & City Hits) | — | — | Country28 (1 Wo.)Country | Erstveröffentlichung: 1966 |
| 1967 | 15th Anniversary Album                               | — | — | Country25 (9 Wo.)Country | Erstveröffentlichung: 1967 |
| 1967 | Country Memories                                     | — | — | Country42 (3 Wo.)Country | Erstveröffentlichung: 1967 |
| 1968 | In Love The Whitman Way                              | — | — | Country16 (10 Wo.)Country | Erstveröffentlichung: 1968 |
| 1969 | Happy Street                                         | — | — | Country34 (7 Wo.)Country | Erstveröffentlichung: 1969 |
| 1971 | Guess Who                                            | — | — | Country31 (7 Wo.)Country | Erstveröffentlichung: 1971 |
| 1971 | It’s A Sin To Tell A Lie                             | — | — | Country23 (11 Wo.)Country | Erstveröffentlichung: 1971 |
| 1973 | The Slim Whitman Story                               | UK— GoldUK | — | — | Erstveröffentlichung: 1973 |
| 1973 | 25 Anniversary Concert                               | UK— SilberUK | — | — | Erstveröffentlichung: 1973 |
| 1974 | Happy Anniversary                                    | UK44 Silber · (2 Wo.)UK | — | — | Erstveröffentlichung: 1974 |
| 1976 | The Very Best Of Slim Whitman                        | UK1 Gold · (17 Wo.)UK | — | — | Erstveröffentlichung: 1976 |
| 1976 | Everything Leads Back To You                         | — | — | Country42 (4 Wo.)Country | Erstveröffentlichung: 1976 |
| 1977 | Red River Valley                                     | UK1 Gold · (14 Wo.)UK | — | — | Erstveröffentlichung: 1977 |
| 1977 | Home On The Range                                    | UK2 Gold · (13 Wo.)UK | — | — | Erstveröffentlichung: 1977 |
| 1979 | Ghost Riders In The Sky                              | UK27 Gold · (6 Wo.)UK | — | — | Erstveröffentlichung: 1979 |
| 1979 | Slim Whitman’s 20 Greatest Love Songs                | UK18 Gold · (7 Wo.)UK | — | — | Erstveröffentlichung: 1979 |
| 1980 | Songs I Love To Sing                                 | — | US175 (3 Wo.)US | Country25 (18 Wo.)Country | Erstveröffentlichung: 1980 |
| 1980 | Christmas With Slim Whitman                          | — | US184 (4 Wo.)US | Country47 (9 Wo.)Country | Erstveröffentlichung: 1980 |
| 1997 | The Very Best Of – 50th Anniversary                  | UK54 (2 Wo.)UK | — | — | Erstveröffentlichung: 1997 |

### Singles
| Jahr | Titel Album                                     | Höchstplatzierung, Gesamtwochen, AuszeichnungChartplatzierungen (Jahr, Titel, Album, Platzierungen, Wochen, Auszeichnungen, Anmerkungen) | Höchstplatzierung, Gesamtwochen, AuszeichnungChartplatzierungen (Jahr, Titel, Album, Platzierungen, Wochen, Auszeichnungen, Anmerkungen) | Höchstplatzierung, Gesamtwochen, AuszeichnungChartplatzierungen (Jahr, Titel, Album, Platzierungen, Wochen, Auszeichnungen, Anmerkungen) | Anmerkungen                   |
| Jahr | Titel Album                                     | UK | US | Country | Anmerkungen                   |
| ---- | ----------------------------------------------- | --- | --- | --- | ----------------------------- |
| 1952 | Indian Love Call –                              | UK7 (12 Wo.)UK | US10 (14 Wo.)US | — | Charteinstieg in UK erst 1955 |
| 1955 | Rose Marie –                                    | UK1 (19 Wo.)UK | — | — | Erstveröffentlichung: 1955    |
| 1955 | China Doll –                                    | UK15 (2 Wo.)UK | — | — | Erstveröffentlichung: 1955    |
| 1956 | Tumbling Tumbleweeds –                          | UK19 (2 Wo.)UK | — | — | Erstveröffentlichung: 1956    |
| 1956 | I’m A Fool –                                    | UK16 (4 Wo.)UK | — | Country61 (6 Wo.)Country | Erstveröffentlichung: 1956    |
| 1956 | Serenade –                                      | UK8 (15 Wo.)UK | — | — | Erstveröffentlichung: 1956    |
| 1957 | I’ll Take You Home Again Kathleen –             | UK7 (13 Wo.)UK | US93 (3 Wo.)US | — | Erstveröffentlichung: 1957    |
| 1961 | The Bells That Broke My Heart –                 | — | — | Country30 (1 Wo.)Country | Erstveröffentlichung: 1961    |
| 1964 | Tell Me Pretty Words –                          | — | — | Country48 (1 Wo.)Country | Erstveröffentlichung: 1964    |
| 1965 | More Than Yesterday –                           | — | — | Country8 (17 Wo.)Country | Erstveröffentlichung: 1965    |
| 1966 | The Twelfth of Never –                          | — | — | Country17 (12 Wo.)Country | Erstveröffentlichung: 1966    |
| 1966 | One Dream –                                     | — | — | Country54 (6 Wo.)Country | Erstveröffentlichung: 1966    |
| 1967 | What’s This World A–Comin’ To –                 | — | — | Country56 (8 Wo.)Country | Erstveröffentlichung: 1967    |
| 1967 | The Keeper Of The Key –                         | — | — | Country65 (5 Wo.)Country | Erstveröffentlichung: 1967    |
| 1968 | Rainbows Are Back In Style –                    | — | — | Country17 (14 Wo.)Country | Erstveröffentlichung: 1968    |
| 1968 | Happy Street –                                  | — | — | Country22 (11 Wo.)Country | Erstveröffentlichung: 1968    |
| 1968 | Livin’ on Lovin’ (And Lovin’ Livin’ With You) – | — | — | Country43 (8 Wo.)Country | Erstveröffentlichung: 1968    |
| 1969 | My Happiness –                                  | — | — | Country43 (4 Wo.)Country | Erstveröffentlichung: 1969    |
| 1969 | Irresistible –                                  | — | — | Country61 (5 Wo.)Country | Erstveröffentlichung: 1969    |
| 1970 | Tomorrow Never Comes –                          | — | — | Country27 (12 Wo.)Country | Erstveröffentlichung: 1970    |
| 1970 | Shutters And Boards –                           | — | — | Country26 (12 Wo.)Country | Erstveröffentlichung: 1970    |
| 1971 | Guess Who –                                     | — | — | Country7 (14 Wo.)Country | Erstveröffentlichung: 1971    |
| 1971 | Something Beautiful (To Remember) –             | — | — | Country6 (15 Wo.)Country | Erstveröffentlichung: 1971    |
| 1971 | It’s A Sin To Tell A Lie –                      | — | — | Country21 (13 Wo.)Country | Erstveröffentlichung: 1971    |
| 1971 | Loveliest Night Of The Year –                   | — | — | Country56 (7 Wo.)Country | Erstveröffentlichung: 1971    |
| 1972 | (It’s No) Sin –                                 | — | — | Country51 (7 Wo.)Country | Erstveröffentlichung: 1972    |
| 1973 | Hold Me –                                       | — | — | Country73 (4 Wo.)Country | Erstveröffentlichung: 1973    |
| 1973 | Where The Lilacs Grow –                         | — | — | Country88 (5 Wo.)Country | Erstveröffentlichung: 1973    |
| 1974 | It’s All In The Game –                          | — | — | Country82 (5 Wo.)Country | Erstveröffentlichung: 1974    |
| 1974 | Happy Anniversary –                             | UK14 (10 Wo.)UK | — | — | Erstveröffentlichung: 1974    |
| 1980 | When –                                          | — | — | Country15 (12 Wo.)Country | Erstveröffentlichung: 1980    |
| 1980 | That Silver Haired Daddy Of Mine –              | — | — | Country69 (5 Wo.)Country | Erstveröffentlichung: 1980    |
| 1981 | I Can’t Help Falling In Love With You –         | — | — | Country54 (7 Wo.)Country | Erstveröffentlichung: 1981    |
| 1981 | I Remember You –                                | — | — | Country44 (10 Wo.)Country | Erstveröffentlichung: 1981    |